# Christian Lhopital
Pour les articles homonymes, voir Lhopital (homonymie).
 (novembre 2014).
Si vous disposez d'ouvrages ou d'articles de référence ou si vous connaissez des sites web de qualité traitant du thème abordé ici, merci de compléter l'article en donnant les références utiles à sa vérifiabilité et en les liant à la section « Notes et références ».
Christian Lhopital est un artiste contemporain français né en 1953 à Lyon. Il pratique essentiellement le dessin et la sculpture. 
Présenté à la 11e biennale d'art contemporain de Lyon, Une terrible beauté est née, par Victoria Noorthoorn, il a exposé sous forme de cabinet de dessins un ensemble de 59 dessins d'époques différentes, de 2002 à 2011.
En juin 2014, les Éditions Analogues à Arles ont édité le livre Ces rires et ces bruits bizarres, avec un texte de Marie de Brugerolle, illustré de photos de dessins muraux à la poudre de graphite, de sculptures et de dessins miniatures, de la série « Fixe face silence ».

## Biographie
Christian Lhopital est né en 1953 à Lyon
Il est présenté dans les galeries Polaris (Paris) et Domi Nostrae (Lyon).

## Œuvre
- La Belle Vie, peluche, peinture et plexiglas. 50 × 64 × 38 cm, 2005
- Après demain matin, technique mixte sur papier. 40 × 30 cm chaque, 2005
- Çà-et-là, fresque murale à la poudre de graphite réalisée au Casino du Luxembourg, 2005
- Et pendant ce temps-là, ça bricole sur la lune / 45 x 30 x 18 cm / 2005
- 3 à 4 gouttes de sauvagerie III, graphite et pastel sur papier, 65 x 50 cm, 2005
- Paresse et soupirs III, crayons et aquarelle sur papier, 100 x 157 cm, 2005
- Casino Basil, graphite sur papier. 105 × 75 cm, 2004
- Mauvais état, dessin mural à la poudre de graphite, dans le cadre de 'Eau et gaz à tous les étages', Mamco : Genève : 2003
- Erased move, série de 40 dessins, 2000
- Broken shadows, série de 27 dessins, 1998
- Reproduction interdite, lithographie et collage : 1989
- Trouée d'étoiles, bois gravé et lithographie : 1987

## Expositions (sélection)
- 2014 Où donc est passé le réel ?, commissaire Philippe Piguet, Chapelle de la Visitation, Thonon-les-Bains. 
  - Almanach I et II cabinet de dessins, commissaire Lóránd Hegyi, Galerie Heike Curtze et Petra Seiser, Wien et Salzburg, Autriche.
- 2013 : "Splendeur et désolation"[2], Musée d'art moderne et contemporain de Saint-Étienne
- 2012 : "Faire Tache", Galerie Polaris, Paris
- 2011 : "Une terrible beauté est née", 11e Biennale de Lyon, Commissaire Victoria Noorthoorn, Lyon.
  - "Not for sale", Passage de Retz, Paris.
- 2009: "Opening night", Galerie Polaris, Paris
- 2008 : "L'énigme demeure, Musée d'art contemporain de Lyon
  - Ces rires et ces bruits bizarres, Galerie Domi Nostrae
  - Fiac, Cour Carrée du Louvre/Galerie Polaris
  - "Le pavillon silencieux", galerie Domi Nostrae, Lyon
  - Wall Dreamer, Galerie Polaris.
- 2005 : Récidive, commissaire Eric Brunier, Casino Luxembourg, Forum d'art contemporain.
- 2003 : "Mauvais Etat", Mamco, Genève.
- 2002 : Turbulences, E.A.P. Pont-en-Royans, Maison du Peuple Vénissieux
- 2001 : 
  - La réalité serait-elle, dans son essence, obsessionnelle, Galerie Domi Nostrae, Lyon
  - Erased Move, Musée Géo-Charles : Échirolles
- 2000 : Dessins Muraux, Lyon
- 1989 : Peintures, centre d'art contemporain, Troyes
- 1985 : Exposition au Musée d'Art Contemporain de Lyon
- 1977-1981 : expositions à la galerie l'Ollave, Lyon